# Fred Keller (politico)
Fred Keller (Page, 23 ottobre 1965) è un politico statunitense, membro della Camera dei Rappresentanti per lo stato della Pennsylvania.

## Biografia
Nato in Arizona da genitori nativi della Pennsylvania che vi ci erano trasferiti per lavoro, si è diplomato a Sunbury e ha poi lavorato in un'azienda di produzione di armadi e altri arredi di legno nella contea di Snyder. 
Entra in politica per la prima volta nel 2010 quando viene eletto alla Camera dei rappresentanti della Pennsylvania, venendo riconfermato ogni due anni fino al 2018.
Nel 2019 si candida alla Camera dei Rappresentanti in un'elezione suppletiva nel dodicesimo distretto della Pennsylvania, rimasto vacante a seguito delle dimissioni di Tom Marino. Vince la nomination repubblicana in una convention il 2 marzo e poi le elezioni generali del 21 maggio contro Marc Friedenberg con il 68,1%.
Si ritirerà dalla Camera dei rappresentanti alla fine del 117º Congresso.